# Emidio Mohovich
Emidio Mohovich (Rijeka, 18. srpnja 1838. – Rijeka, 5. ožujka 1898.) najugledniji je riječki tiskar, novinar, nakladnik i litograf 19. stoljeća. Njegov rad i nasljeđe imali su veliki utjecaj na kulturni, društveni i politički život Rijeke.
Od rane mladosti zanimao se za tiskarstvo, pa je radio kod knjižara Ercolea Rezze. Nakon zatvaranje Rezzine tiskare, Mohovich i Carlo Huber, bivši Rezzin tajnik, 1863. g. osnivaju Stabilimento Tipolitografico Fiumano (Riječki tiskarski zavod), najznačajniju tiskaru u Rijeci u 19. stojeću, nagrađivanu na izložbama u Trstu (1871.), Parizu (1878.) i Budimpešti (1883.).
Godine 1868. Mohovich je prvi u gradu počeo koristiti tipografski stroj za brzotisak, koji je u to vrijeme predstavljao vrhunsku inovaciju. Pokrenuo je i uređivao dnevnik Giornale di Fiume (siječanj-prosinac 1865.), koji je bio policijski zabranjen.
Novine La Bilancia (1868.-1919.), vodeće riječko glasilo, pokrenuo je i uređivao do smrti, pisao je uvodnike i donosio redovita izvješća iz ugarskog i hrvatskog Sabora. Novine su se prodavale u Pešti, Beču, Trstu, Hamburgu, Berlinu i Zürichu.  La Bilancia je pratila razvoj Rijeke od 1867. g., najprije kao tjednik, a od kraja 1870. kao dnevni list. Donosila je vijesti iz političkog, trgovačkog i pomorskog života Rijeke te društvenu kroniku (La Bilancia: giornale ebdomadario, umoristico e di varieta con illustrazioni). La Bilancia su bile promađarske novine (deviza im je bila Fiume con Ungheria) i postale su središnjim glasilom riječke Liberalne stranke, u to vrijeme vladajuće stranke u Mađarskoj, kojoj je pripadao i Mohovich. Bio je glavni i odgovorni urednik La Bilancie trideset godina, do svoje smrti. Ogledni primjerak (numero di saggio) otisnut je 23. prosinca 1867. godine. Novine su redovito izlazile od siječnja 1868. sve do 1919. godine, preko pedeset godina. Prosječna naklada bila je oko 3000 primjeraka, što je za ono vrijeme bila vrlo velika tiraža.
Emidio Mohovich tiskao je i različite novine i knjige na talijanskom i hrvatskom jeziku, među ostalim djelo Šime Ljubića Ogledalo književne povjesti jugoslavjanske (I-II, 1864-69) i talijanski prijevod djela Smrt Smail-age Čengića Ivana Mažuranića (Morte di Ismail Čengić-Aga, 1877). Nakon njegove smrti, posao su nastavili njegovi sinovi. Najstariji Vito (1865.-1903.) preuzeo je uredništvo lista, a nakon Vitove prerane smrti 1903. njegov brat Mario (1872.-1923).
Mohovich je 1883. g. nabavio litografsku prešu za brzotisak, kojom je mogao tiskati litografije u boji ili kromolitografije. Zaposlio je francuskog majstora litografa G. Douarchea te je 1885. izrađen prvi riječki reprezentativni plakat u boji. Plakat je tiskan za najavu svečanog otvorenja novoga riječkog općinskog kazališta Teatro Comunale i najvrjedniji je i najveći poznati riječki kazališni plakat 19. stoljeća, višebojno koloriran i izvrsno očuvan.
Zbog osobitih zasluga, 1888. g. Emidio Mohovich bio je imenovan drugim potpredsjednikom riječke gradske skupštine.
Austrijski car Franjo Josip I. 1896. g. odlikovao ga je viteškom titulom i Ordenom Željezne krune III. reda.
Godine 1897. bio je drugi dogradonačelnik, u vrijeme dok je gradonačelnik Rijeke bio Michele Maylender.
Emidio Mohovich umro je u Rijeci 5. ožujka 1898. i pokopan na gradskom groblju Kozala.